# Brzeźno
Brzeźno  (in tedesco: Brösen) è una frazione di Danzica, situata nella parte settentrionale della città.